# Championnat du Japon de football de deuxième division 2015
Navigation
J2 League 2014 J2 League 2016
Le Championnat du Japon de football de deuxième division 2015 est la 17e édition de la J2 League. Le championnat a débuté le 8 mars 2015 et s'est achevé le 23 novembre 2015.
Les deux meilleurs du championnat et le vainqueurs des play-offs sont promus en J.League 2016.

## Les clubs participants
Les équipes classées de la 3e à la 21e place de la J2 League 2014, les 16e, 17e et 18e de J.League 2014 et le champion de J3 League 2014 participent à la compétition.
| Club                       | Dernière montée | Ville      | Classement 2014 | Entraîneur         | Depuis | Stade                         | Capacité | Nombre de saisons |
| -------------------------- | --------------- | ---------- | --------------- | ------------------ | ------ | ----------------------------- | -------- | ----------------- |
| Omiya Ardija               | 2015            | Saitama    | 16e             | Hiroki Shibuya     | 2014   | Stade du parc Omiya           | 15 500   | 7                 |
| Cerezo Osaka               | 2015            | Osaka      | 17e             | Kiyoshi Okuma      | 2015   | Nagai Ball Gall Field         | 20 500   | 5                 |
| Tokushima Vortis           | 2015            | Tokushima  | 18e             | Shinji Kobayashi   | 2012   | Pocarisweat Stadium           | 17 924   | 9                 |
| JEF United Ichihara Chiba  | 2010            | Ichihara   | 3e              | Takashi Sekizuka   | 2014   | Fukuda Denshi Arena           | 19 781   | 6                 |
| Júbilo Iwata               | 2014            | Iwata      | 4e              | Hiroshi Nanami     | 2014   | Stade Yamaha                  | 16 893   | 2                 |
| Giravanz Kitakyushu        | 2010            | Kitakyūshū | 5e              | Koichi Hashiratani | 2013   | Honjo Athletic Stadium        | 10 000   | 6                 |
| Oita Trinita               | 2014            | Ōita       | 7e              | Nobuaki Yanagida   | 2015   | Stade d'Oita                  | 40 000   | 9                 |
| Fagiano Okayama            | 2009            | Okayama    | 8e              | Tetsu Nagasawa     | 2015   | City Light Stadium            | 20 000   | 6                 |
| Kyoto Sanga FC             | 2011            | Kyoto      | 9e              | Kiyotaka Ishimaru  | 2015   | Nishikyogoku Athletic Stadium | 20 588   | 9                 |
| Hokkaido Consadole Sapporo | 2013            | Sapporo    | 10e             | Shuhei Yomoda      | 2015   | Sapporo Dome                  | 41 484   | 12                |
| Yokohama FC                | 2008            | Yokohama   | 11e             | Hitoshi Nakata     | 2015   | Nippatsu Mitsuzawa Stadium    | 15 046   | 13                |
| Tochigi SC                 | 2009            | Utsunomiya | 12e             | Yasuharu Kurata    | 2015   | Tochigi Green Stadium         | 18 025   | 6                 |
| Roasso Kumamoto            | 2008            | Kumamoto   | 13e             | Takeshi Ono        | 2014   | Umakana-Yokana Stadium        | 32 000   | 7                 |
| V-Varen Nagasaki           | 2013            | Nagasaki   | 14e             | Takuya Takagi      | 2013   | Nagasaki Athletic Stadium     | 20 246   | 3                 |
| Mito HollyHock             | 2000            | Mito       | 15e             | Takayuki Nishigaya | 2015   | Stade Mito                    | 12 000   | 15                |
| Avispa Fukuoka             | 2012            | Fukuoka    | 16e             | Masami Ihara       | 2015   | Level5 Stadium                | 22 563   | 11                |
| FC Gifu                    | 2008            | Gifu       | 17e             | Ruy Ramos          | 2014   | Gifu Nagaragawa Stadium       | 26 109   | 7                 |
| Thespakusatsu Gunma        | 2005            | Kusatsu    | 18e             | Hiroki Hattori     | 2015   | Stade Shoda Shoyu Gunma       | 15 253   | 10                |
| Ehime FC                   | 2006            | Matsuyama  | 19e             | Takashi Kiyama     | 2015   | Ningineer Stadium             | 20 000   | 9                 |
| Tokyo Verdy                | 2009            | Tokyo      | 20e             | Koichi Togashi     | 2014   | Stade Ajinomoto               | 50 000   | 8                 |
| Kamatamare Sanuki          | 2014            | Takamatsu  | 21e             | Makoto Kitano      | 2010   | Pikara Stadium                | 30 099   | 2                 |
| Zweigen Kanazawa           | 2015            | Kanazawa   | 1er             | Hitoshi Morishita  | 2012   | Ishikawa Athletics Stadium    | 20 261   | 1                 |

- Relégué de la J1 League 2014
- Promu de la J3 League 2014

### Localisation des clubs
| \| Clubs du Grand Tokyo · Mito HollyHock (Ibaraki) · Yokohama FC (Kanagawa) · Tokyo Verdy (Tokyo) · JEF United Ichihara Chiba (Chiba) · Omiya Ardija (Saitama) Grand Tokyo Avispa Ehime FC Júbilo Iwata Kyoto Sanga FC Cerezo Tochigi SC Oita Trinita Thespakusatsu Giravanz Roasso Kumamoto FC Gifu Tokushima Vortis Fagiano Okayama Kamatamare Zweigen Kanazawa Consadole Sapporo Nagasaki \| Localisation des clubs engagés dans le championnat. |
| Clubs du Grand Tokyo · Mito HollyHock (Ibaraki) · Yokohama FC (Kanagawa) · Tokyo Verdy (Tokyo) · JEF United Ichihara Chiba (Chiba) · Omiya Ardija (Saitama) Grand Tokyo Avispa Ehime FC Júbilo Iwata Kyoto Sanga FC Cerezo Tochigi SC Oita Trinita Thespakusatsu Giravanz Roasso Kumamoto FC Gifu Tokushima Vortis Fagiano Okayama Kamatamare Zweigen Kanazawa Consadole Sapporo Nagasaki                                                           |

| Clubs du Grand Tokyo · Mito HollyHock (Ibaraki) · Yokohama FC (Kanagawa) · Tokyo Verdy (Tokyo) · JEF United Ichihara Chiba (Chiba) · Omiya Ardija (Saitama) Grand Tokyo Avispa Ehime FC Júbilo Iwata Kyoto Sanga FC Cerezo Tochigi SC Oita Trinita Thespakusatsu Giravanz Roasso Kumamoto FC Gifu Tokushima Vortis Fagiano Okayama Kamatamare Zweigen Kanazawa Consadole Sapporo Nagasaki |

## Compétition

### Classement
Source : CLASSEMENT J.LEAGUE DIVISION 2 2015 sur transfermarkt.fr
| Rang | Équipe                     | Pts | J  | G  | N  | P  | Bp | Bc | Diff |
| ---- | -------------------------- | --- | -- | -- | -- | -- | -- | -- | ---- |
| 1    | Omiya Ardija R             | 86  | 42 | 26 | 8  | 8  | 72 | 37 | +35  |
| 2    | Júbilo Iwata               | 82  | 42 | 24 | 10 | 8  | 72 | 43 | +29  |
| 3    | Avispa Fukuoka             | 82  | 42 | 24 | 10 | 8  | 63 | 37 | +26  |
| 4    | Cerezo Osaka R             | 67  | 42 | 18 | 13 | 11 | 57 | 40 | +17  |
| 5    | Ehime FC                   | 65  | 42 | 19 | 8  | 15 | 47 | 39 | +8   |
| 6    | V-Varen Nagasaki           | 60  | 42 | 15 | 15 | 12 | 42 | 33 | +9   |
| 7    | Giravanz Kitakyushu        | 59  | 42 | 18 | 5  | 19 | 59 | 58 | +1   |
| 8    | Tokyo Verdy                | 58  | 42 | 16 | 10 | 16 | 43 | 41 | +2   |
| 9    | JEF United Ichihara Chiba  | 57  | 42 | 15 | 12 | 15 | 50 | 45 | +5   |
| 10   | Hokkaido Consadole Sapporo | 57  | 42 | 14 | 15 | 13 | 47 | 43 | +4   |
| 11   | Fagiano Okayama            | 54  | 42 | 12 | 18 | 12 | 40 | 35 | +5   |
| 12   | Zweigen Kanazawa P         | 54  | 42 | 12 | 18 | 12 | 46 | 43 | +3   |
| 13   | Roasso Kumamoto            | 53  | 42 | 13 | 14 | 15 | 42 | 45 | -3   |
| 14   | Tokushima Vortis R         | 53  | 42 | 13 | 14 | 15 | 35 | 44 | -9   |
| 15   | Yokohama FC                | 52  | 42 | 13 | 13 | 16 | 33 | 58 | -25  |
| 16   | Kamatamare Sanuki          | 51  | 42 | 12 | 15 | 15 | 30 | 33 | -3   |
| 17   | Kyoto Sanga FC             | 50  | 42 | 12 | 14 | 16 | 45 | 51 | -6   |
| 18   | Thespakusatsu Gunma        | 48  | 42 | 13 | 9  | 20 | 34 | 56 | -22  |
| 19   | Mito HollyHock             | 46  | 42 | 10 | 16 | 16 | 40 | 47 | -7   |
| 20   | FC Gifu                    | 43  | 42 | 12 | 7  | 23 | 37 | 71 | -34  |
| 21   | Oita Trinita               | 38  | 42 | 8  | 14 | 20 | 41 | 51 | -10  |
| 22   | Tochigi SC                 | 35  | 42 | 7  | 14 | 21 | 39 | 64 | -25  |

|  | Promu en J1 League 2016                                   |
|  | Barrages de promotion en J1 League                        |
|  | Barrages de relégation en J3 League                       |
|  | Relégué en J3 League 2016                                 |
|  | P : Promu de J3 League 2014 R : Relégué de J1 League 2014 |

## Barrage promotion
Les demi-finales opposent le 4e contre le 5e et le 3e contre le 6e. Les deux vainqueurs s'affrontent dans une finale pour une place en J.League 2016.

### Demi-finale
| 29 novembre 2015 | Cerezo Osaka | 0 - 0   | Ehime FC       | Stade Nagai, Osaka                           |                                              |
| 5h00             |              | (0 - 0) |                | Spectateurs : 13 893 Arbitrage : Jumpei Iida | Spectateurs : 13 893 Arbitrage : Jumpei Iida |
| 5h00             |              | Rapport | 45+1e Nishioka | Spectateurs : 13 893 Arbitrage : Jumpei Iida | Spectateurs : 13 893 Arbitrage : Jumpei Iida |

| 29 novembre 2015 | Avispa Fukuoka | 1 - 0   | V-Varen Nagasaki | Level5 Stadium, Fukuoka                     |                                             |
| 7h30             | Wellington 48e | (0 - 0) |                  | Spectateurs : 17 129 Arbitrage : Ryuji Sato | Spectateurs : 17 129 Arbitrage : Ryuji Sato |
| 7h30             | Kamekawa 21e   | Rapport |                  | Spectateurs : 17 129 Arbitrage : Ryuji Sato | Spectateurs : 17 129 Arbitrage : Ryuji Sato |

### Finale
| 29 novembre 2015 | Avispa Fukuoka                  | 1 - 1   | Cerezo Osaka | Stade Nagai, Osaka                              |                                                 |
| 7h30             | Nakamura 87e                    | (0 - 0) | 60e Tamada   | Spectateurs : 29 314 Arbitrage : Masaaki Iemoto | Spectateurs : 29 314 Arbitrage : Masaaki Iemoto |
| 7h30             | Sueyoshi 24e · Wellington 90+4e | Rapport |              | Spectateurs : 29 314 Arbitrage : Masaaki Iemoto | Spectateurs : 29 314 Arbitrage : Masaaki Iemoto |

## Barrage relégation
Un barrage aller-retour entre l'avant dernier du championnat contre le 2e de la J3 League 2015, le vainqueur se maintient ou monter en J2 League 2016
| 29 novembre 2015 | Machida Zelvia          | 2 - 1   | Oita Trinita                             | Machida GION Stadium, Machida                   |                                                 |
| 4h30             | Suzuki 45+2e 72e        | (1 - 1) | 22e Daniel                               | Spectateurs : 8 629 Arbitrage : Hiroyuki Kimura | Spectateurs : 8 629 Arbitrage : Hiroyuki Kimura |
| 4h30             | Ri 14e · Shigematsu 77e | Rapport | 33e Arata · 46e, 76e Wakasa · 88e Suzuki | Spectateurs : 8 629 Arbitrage : Hiroyuki Kimura | Spectateurs : 8 629 Arbitrage : Hiroyuki Kimura |

| 6 décembre 2015 | Oita Trinita  | 0 - 1   | Machida Zelvia             | Stade d'Oita, Ōita                              |                                                 |
| 4h30            |               | (0 - 0) | 58e Suzuki                 | Spectateurs : 14 217 Arbitrage : Yudai Yamamoto | Spectateurs : 14 217 Arbitrage : Yudai Yamamoto |
| 4h30            | Yamaguchi 57e | Rapport | 32e Suzuki · 45+2e Fukatsu | Spectateurs : 14 217 Arbitrage : Yudai Yamamoto | Spectateurs : 14 217 Arbitrage : Yudai Yamamoto |

## Statistiques

### Meilleurs buteurs
|                    | Buteur          | Club                       | Buts | MJ |
| ------------------ | --------------- | -------------------------- | ---- | -- |
| Médaille d'or      | Jay Bothroyd    | Júbilo Iwata               | 20   | 32 |
| Médaille d'argent  | Dragan Mrđa     | Omiya Ardija               | 19   | 36 |
| Médaille de bronze | Rui Komatsu     | Giravanz Kitakyushu        | 18   | 41 |
| 4                  | Adaílton        | Júbilo Iwata               | 17   | 39 |
| 5                  | Masashi Oguro   | Kyoto Sanga FC             | 16   | 40 |
| 6                  | Nejc Pečnik     | JEF United Ichihara Chiba  | 14   | 39 |
| 7                  | Ataru Esaka     | Thespakusatsu Gunma        | 13   | 42 |
| 8                  | Kazuki Hara     | Giravanz Kitakyushu        | 13   | 41 |
| 9                  | Shohei Kiyohara | Zweigen Kanazawa           | 13   | 42 |
| 10                 | Ken Tokura      | Hokkaido Consadole Sapporo | 13   | 34 |